# Фасцес
Фасцес (лат. fascis — свежањ, сноп) свежањ је прућа дуг 5 стопа (1,5 м) од брезе или бреста који обухвата сјекиру увезану црвеном кожном траком, кога су у античком Риму на рамену носили ликтори пред конзулима, високим цивилним службеницима и свештеницима као знак кривичног правосуђа и симбола власти. Фасцеси царева и команданата који би извојевали важну побједу, били би украшени ловором. Фасцес означава и конзулску част. Италијански фашисти су фасцес узели као свој амблем.

## Поријекло
Мало је археолошких доказа о раној прошлости фасцеса. Сматра се да су у антички Рим стигли са источног Медитерана из Анадолије преко Етрураца. У врло оскудној заоставштини Етрураца пронађено је и неколико артефаката са сноповима прућа и двоглавом сјекиром.

## Симболика
Фасцес представља снагу кроз јединство - сноп прућа у односу на један прут. (Лако је сломити један прут- сноп теже). Сјекира симболизује судску власт над животом и смћу (смртна казна). Фасцес симболизује моћ и власт кроз све фазе државних и друштвено- економских промјена и код Етрураца и у старом Риму.

## Примјена и коришћење
Фасцесима се означавају тријумфи у прославама ратних побједа. Фасцеси и њихов број експлицитно означавају статус у државно-администативној хијерархији и Етрураца, и Римског царства и Римске републике. Фасцеси и њихов број су задани традицијом и административним протоколом. Римски историчари подсјећају да етрурског краља прати дванаест ликтора. Највећи судија диктатор има право на 24 ликтора и 24 фасцеса. Конзул до 12, проконзул 11, претор 6, пропретор 5, свештеници 1...
Фасцес је нашао примјену све до данашњег времена. Инкорпориран је у многим грбовима и симболима многих држава, друштава и партија. По њему је настала ријеч фашизам (Италијански фашизам, Унија британских фашиста). Налази се и у многим симболима савезне владе Сједињених Америчких Држава (Биро Националне гарде, велики печат Универзитета Харвард, велики печат Сједињених Држава, ознака уз дипломце Харварда погинуле у јединицама САД у Првом свјетском рату, два фасцеса на обе стране заставе Сједињених Америчких Држава у Представничком дому, службени печат у Сенату САД, на бази(основа) Кипа Слободе у Њујорку, на фасади зграде врховног суда САД ...). Такође се налази и на грборима и симболима у Француској (грб Француске, фасцес је коришћен као декоративни елемент на многим фасадама из времена Лујева, појављује се на државним печатима, у времену владавине Наполеона I, на шљемовима француске војске...).

## Галерија примјењених фасцеса
- Ликтор с фасцесом
- Dime (новчић САД, 1916–1945)
- Симбол америчког представничког дома, Дизајниран по угледу на фасцес
- Печат сената САД
- Наслон за руке на Линколновој столици стилизован у фасцес
- Печат административне канцеларије САД
- Ознака војске САД
- Ознака војске САД
- Споменик Џорџу Вашинктону
- Ознака националне гарде САД
- Два фасцеса са обе стране грба Краљевине Југославије (на згради старог генералштаба у Београду)